# Geëerd Beoefenaar van de Kunsten van Oekraïne
Geëerd Beoefenaar van de Kunsten van Oekraïne (Oekraïens: "Заслужений діяч мистецтв України", Zasloezjenyj dijatsj mystetstv Oekraïny) is een Oekraïense eretitel.
De eretitel, die behoort tot de Oekraïense staatsonderscheidingen, kan door de president van Oekraïne worden toegekend aan regisseurs, koordirigenten, balletmeesters, dirigenten, kunstschilders, artistiek directeurs van kunstcollectieven, componisten, auteurs, dramaturgen, scenarioschrijvers, cameramensen, kunsthistorici en literatuurcritici, en docenten aan instellingen voor kunst en cultuur voor het voortbrengen van artistieke werken op het gebied van de muziek, literatuur, dramaturgie, film, wetenschappelijke werken over kunst en literatuur, het opleiden van artiesten in kunst en cultuur, of het organiseren van culturele activiteiten.
De onderscheiding bestaat uit een certificaat en een insigne, dat op de rechterborst wordt gedragen.
De eerste voorganger van de eretitel was de Geëerd Beoefenaar van Wetenschap en Techniek of de Kunsten die op 13 januari 1934 werd ingesteld in de Oekraïense Socialistische Sovjetrepubliek.
De eretitel Geëerd Beoefenaar van de Kunsten van Oekraïne werd op 29 november 1997 toegekend aan de Nederlander van Oekraïense afkomst dr. Myroslaw Antonowycz, oprichter van het Utrechts Byzantijns Koor. In 2001 ontving hij ook de Oekraïense Orde van Verdienste.
Orden van Oekraïne

Held van Oekraïne (Gouden Ster · van de Natie)

Vrijheid ·
Vorst Jaroslav de Wijze ·
Verdienste ·
Bohdan Chmelnytsky ·
Helden van de Hemelse Honderd ·
Dapperheid ·
Vorstin Olha ·
Daniel van Galicië ·
Dapper Werk in de Mijnen

Oekraïense presidentiële en militaire onderscheidingen

Kruis voor Militaire Verdienste ·
Ivan Mazepa-Kruis ·
Geëerd Beoefenaar van de Kunsten ·
25 jaar onafhankelijkheid ·
Gouden Hart

Ereteken ·
Medaille voor steun aan de Oekraïense strijdkrachten

Zie ook orden, onderscheidingen en medailles van:

Oekraïne (draagvolgorde) · 
Oekraïense Volksrepubliek (Orde van het IJzeren Kruis) · 
 OekSSR (Rode Vlag van de Arbeid)